# Globodendrina
Globodendrina es un género de foraminífero bentónico de la subfamilia Astrorhizinae, de la familia Astrorhizidae, de la superfamilia Astrorhizoidea, del suborden Astrorhizina y del orden Astrorhizida. Su especie-tipo es Globodendrina monile. Su rango cronoestratigráfico abarca el Oxfordiense (Jurásico superior).

## Discusión
Clasificaciones previas incluían Globodendrina en el suborden Textulariina y en el orden Textulariida

## Clasificación
Globodendrina incluye a las siguientes especies:
- Globodendrina monile